# Kroatië op het Eurovisiesongfestival 2018

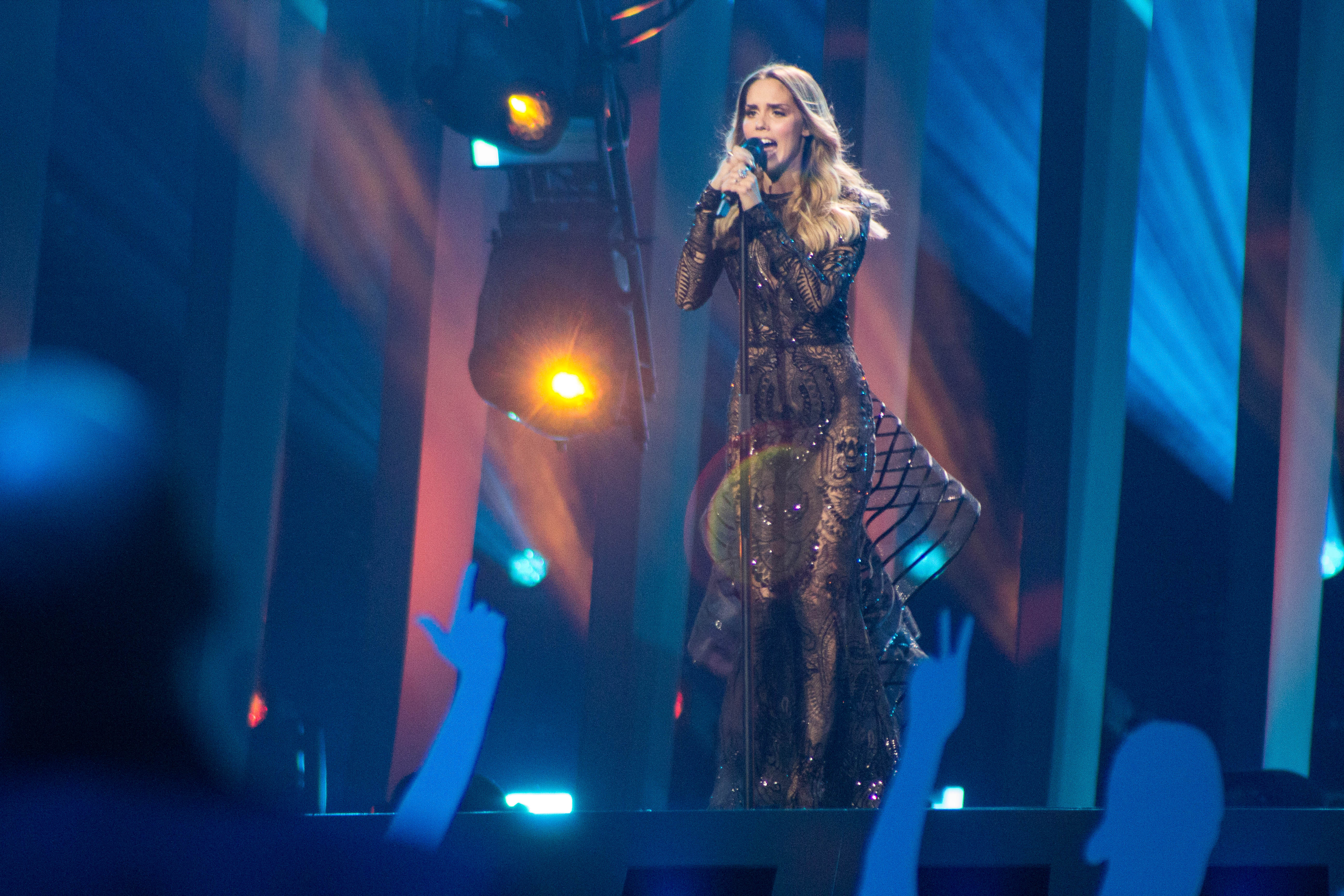
Franka tijdens de repetities in Lissabon.

Kroatië nam deel aan het Eurovisiesongfestival 2018 in Lissabon, Portugal. Het was de 24ste deelname van het land aan het Eurovisiesongfestival. HRT was verantwoordelijk voor de Kroatische bijdrage voor de editie van 2018.

## Selectieprocedure
Net als de twee voorgaande jaren koos de Kroatische openbare omroep ervoor de Kroatische act voor het Eurovisiesongfestival intern aan te duiden. Op 13 februari 2018 werd duidelijk dat de keuze was gevallen op Franka Batelić. Haar bijdrage, dat als titel Crazy kreeg, werd op 6 maart 2018 gepresenteerd aan het grote publiek.

## In Lissabon
Kroatië trad aan in de eerste halve finale, op dinsdag 8 mei 2018. Franka Batelić was als twaalfde van negentien artiesten aan de beurt, net na Eye Cue uit Macedonië en gevolgd door Cesár Sampson uit Oostenrijk. Uiteindelijk eindigde Kroatië op de zeventiende plaats, hetgeen onvoldoende was voor kwalificatie voor de grote finale.
1993 · 1994 · 1995 · 1996 · 1997 · 1998 · 1999 · 2000 · 2001 · 2002 · 2003 · 2004 · 2005 · 2006 · 2007 · 2008 · 2009 · 2010 · 2011 · 2012 · 2013 · 2014-2015 · 2016 · 2017 · 2018 · 2019 · 2020 · 2021 · 2022 · 2023 · 2024 · 2025
Albanië · Armenië · Australië · Azerbeidzjan · België · Bulgarije · Cyprus · Denemarken · Duitsland · Estland · Finland · Frankrijk · Georgië · Griekenland · Hongarije · Ierland · IJsland · Israël · Italië · Kroatië · Letland · Litouwen · Macedonië · Malta · Moldavië · Montenegro · Nederland · Noorwegen · Oekraïne · Oostenrijk · Polen · Portugal · Roemenië · Rusland · San Marino · Servië · Slovenië · Spanje · Tsjechië · Verenigd Koninkrijk · Wit-Rusland · Zweden · Zwitserland